# 葦間氏
葦間氏（あしまし）は、日本の氏族である。

## 家系
武家のひとつ。本姓は源氏。清和源氏佐竹氏の庶流であり、南酒出氏の一門稲木氏の分家にあたる。佐竹氏の祖昌義から葦間氏派生に至る系譜は以下の通り。
```
系譜：佐竹常陸介昌義 - 常陸介隆義 - 常陸介秀義 - 南酒出義茂 - 経義 - 稲木祐義 - 葦間義安（葦間氏始祖）
```

また、佐竹氏の一門白石源忠の子義忠も葦間を称するという。